# Emina Cunmulaj
Emina Cunmulaj (ur. 12 września 1984 w Michigan w USA) – amerykańska modelka i aktorka pochodzenia albańskiego.

## Życiorys
W wieku czterech lat wraz z rodzicami przeprowadziła się do Czarnogóry, gdzie przeżyła okres wojny w byłej Jugosławii. W roku 2001 wystąpiła w Elite Model Look Yugoslavia, gdzie dotarła do półfinału. W tym samym roku zwyciężyła w Elite Model Look Contest. Podpisała wtedy kontrakt z Elite Model Management i zdecydowała się powrócić do USA. Prezentowała tak znane marki jak Dolce & Gabbana, Dooney & Bourke, Enzo Angiolini, H&M oraz Just Cavalli.
Jej twarz zdobiła francuskie wydanie Stiletto (wiosna 2007), włoskie wydanie Marie Claire (listopad 2005) i meksykańską edycję Vogue (marzec 2007).
Ma 180 cm wzrostu. Jest żoną Bekima Lulanji, ma dwie córki. Obecnie mieszka w Nowym Jorku i pracuje dla Marilyn Model Management. Mówi płynnie po albańsku i serbsku.